# Spitzschwanzamadine
Die Spitzschwanzamadine (Poephila acuticauda), auch Spitzschwanz-Gürtelgrasfink genannt, ist eine australische Art aus der Gattung der Grasfinken. Es werden zwei Unterarten unterschieden.

## Erscheinungsbild
Spitzschwanzamadinen haben eine Körperlänge von 17 Zentimetern. Sie wiegen zwischen 13 und 17,6 Gramm. Der Kopf ist silbergrau gefiedert, die Region zwischen Augen und Schnabel – der sogenannte Zügel – ist schwarz gefiedert. Schwarz sind auch der auffällige Kehllatz sowie der Schwanz. Darüber hinaus verläuft über die hintere Körperhälfte ein schwarzer Gürtel. Rücken und Flügeldecken sind bräunlich bis rotbräunlich. Weibchen sind durchschnittlich etwas kleiner als die Männchen und haben einen weniger ausgedehnten Kehl- und Kropffleck. Die Jungvögel sind etwas matter gefärbt als die Altvögel und bei ihnen ist der Schnabel noch schwarz.
Die beiden Unterarten unterscheiden sich vor allem durch ihre Schnabelfarbe: P. acuticauda hecki hat einen auffällig roten Schnabel. Diese Unterart ist insgesamt etwas intensiver gefärbt und der schwarze Kehllatz ist etwas größer. Die Nominatform P. acuticauda acuticauda hat dagegen einen gelben Schnabel.
Die Mauser verläuft sehr langsam und kann bis zu einem Jahr andauern.

## Verbreitung und Lebensweise
Spitzschwanzamadinen zählen zu den Prachtfinken Australiens. Ihr Verbreitungsgebiet reicht vom Gebiet um Derby und dem Fitzroy-Fluss im Westen über das nördliche Westaustralien und Nordaustralien bis zum Golf von Carpentaria im westlichen Nord-Queensland. In der östlich davon gelegenen Region wird die Spitzschwanzamadine durch die Gürtelamadine vertreten, mit der sie gemeinsam eine Superspezies bildet.

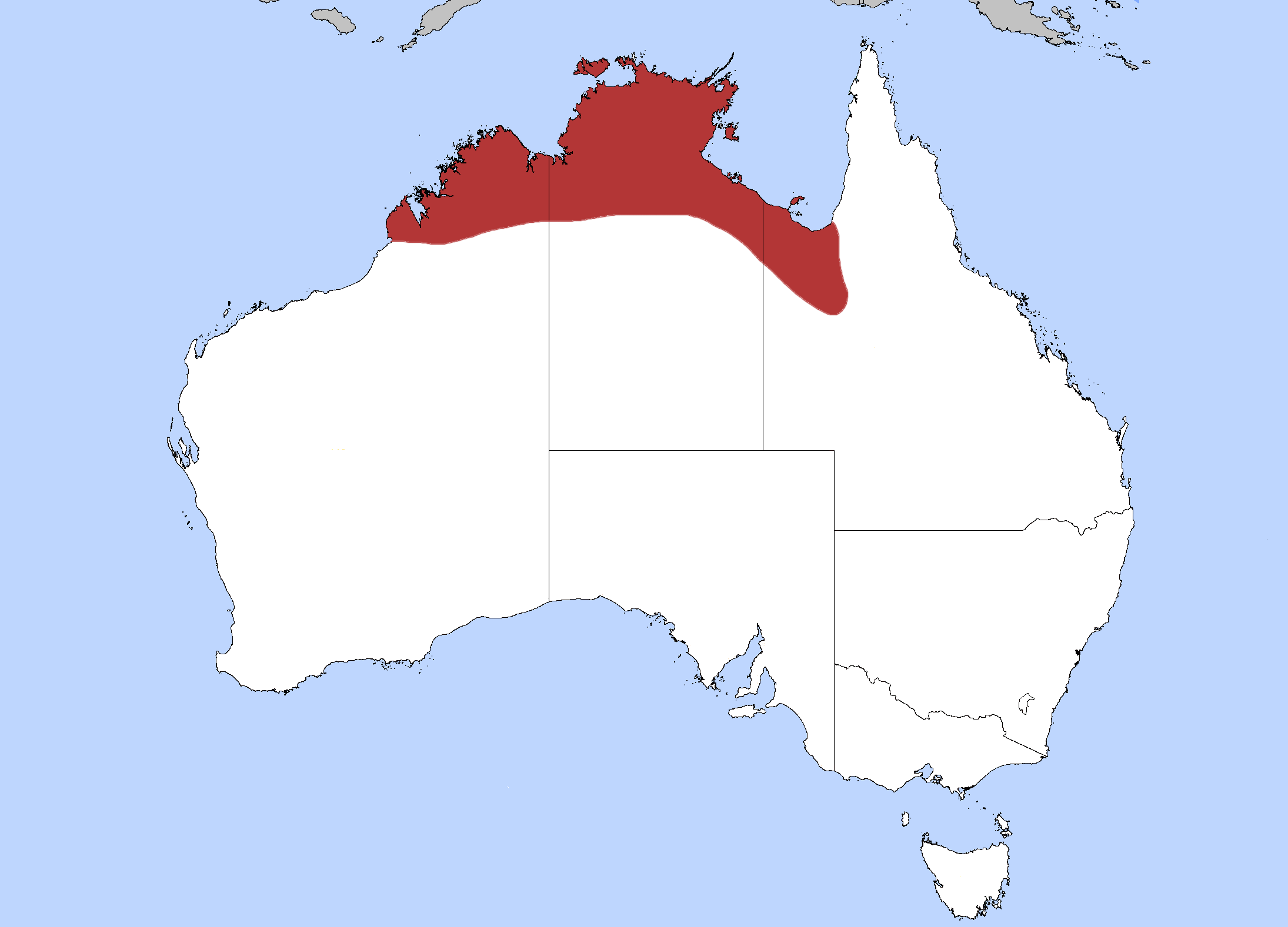
Verbreitungskarte

Spitzschwanzamadinen bewohnen Eukalyptuswälder, Savannen und Steppen und halten sich dabei stets nicht allzu weit von Wasserstellen auf. Als ausgesprochener Baumbrüter ist die Spitzschwanzamadine an die Eukalyptus-Savanne gebunden und fehlt in reinen Strauchsteppen und Grasflächen. Lediglich im Landesinneren, wo ein höherer Baumbewuchs fehlt, kommt sie auch in baumfreien Biotopen vor. Sie profitiert in ihrer Ausbreitung von den durch Menschen angelegten Wasserstellen und hält sich beispielsweise in der Nähe von Viehtränken auf. Die unmittelbare Nähe zum Menschen meidet sie allerdings und kommt nur bis an den Rand von Ortschaften vor. Ungewöhnlich bei der Spitzschwanzamadine ist eine Bewegungsweise, die außer bei der Gürtelamadine bei keiner anderen Prachtfinkenart zu beobachten ist. Nach jeder Landung bewegt sie ihren Kopf senkrecht auf und ab, wobei der Schnabel parallel zum Erdboden gehalten wird. Da beide Arten keine Schwanzbewegungen aufweisen, ist es möglich, dass sich dieses Kopfnicken aus einer Gleichgewichtsbewegung heraus entwickelte. Es spielt heute auch eine Rolle bei der Begrüßung von Artgenossen. Landet eine Spitzschwanzamadine in der Nähe eines Artgenossen, sind diese kopfnickenden Bewegungen besonders ausgeprägt. Sie werden noch durch ein Sträuben des Kopfgefieders und der Federn des schwarzen Kehllatzes optisch unterstützt.
Spitzschwanzamadinen sind ausgesprochen gesellige Vögel mit einem hoch entwickelten Sozialverhalten. In Dürrezeiten kann man sie in vieltausendköpfigen Schwärmen beobachten, zu denen auch andere Prachtfinken-Arten wie die Maskenamadine, der Braunbrust-Schilffink und der Gelbe Schilffink gehören. Innerhalb der Art kommt es immer wieder zu sogenanntem Kontaktsitzen und gegenseitigem Gefiederkraulen.
Ihre Nahrung findet die Spitzschwanzamadine fast ausschließlich am Boden. Halbreife und reife Grassamen machen den größten Teil ihrer Nahrung aus. Während der Brutzeit fängt sie auch sehr große Mengen an Insekten und kann dann zeitweise ein reiner Insektenfresser sein.

## Fortpflanzung
Spitzschwanzamadinen brüten in weitläufigen Brutkolonien. Zwei Nester dieser Art in einem Baum sind jedoch selten. In der Regel befindet sich in jedem Baum ein Nest. Beim Balztanz hüpft das Männchen unter ständigem Kopfnicken auf das Weibchen zu. Die Halmbalz, die bei vielen anderen Prachtfinken zu beobachten ist, ist bei der Spitzschwanzamadine nur rudimentär vorhanden: Die Männchen tragen nur gelegentlich während ihres Balztanzes einen Grashalm im Schnabel. Balztänze ohne jegliche Halmaufnahme durch das Männchen kommen im Freiland vier bis fünf Mal so häufig vor wie solche, die dieses Verhalten zeigen.
Der Paarzusammenhalt bei Spitzschwanzamadinen ist sehr ausgeprägt. Die Partner eines Paares bleiben ganzjährig zusammen, kraulen einander häufig das Gefieder und übernachten außerhalb der Brutzeit gemeinsam in Schlafnestern. Die Brutnester werden aus 350 bis 500 Halmen errichtet und mit Pflanzenwollen und vorzugsweise weißen Federn ausgepolstert. Baumaterial wird vom Männchen und vom Weibchen eingetragen. Trägt nur das Männchen das Nistmaterial herbei, verbaut dieses das Weibchen. Das Gelege besteht aus fünf bis sechs Eiern.
Die Brutzeit fällt in der Regel in die zweite Hälfte der Regenzeit und kann sich bei günstigen Umweltbedingungen bis in die Trockenzeit hinziehen. In guten Jahren sind zwei bis drei Bruten möglich.

## Haltung
Die Spitzschwanzamadine wurde bereits in den 1880er Jahren vereinzelt in England und die Niederlande eingeführt. Christiane Hagenbeck importierte diese Art 1897 erstmals auch nach Deutschland. Sie gehört heute zu den beliebtesten und am häufigsten gehaltenen australischen Prachtfinkenarten. Neueinfuhren finden wegen des australischen Ausfuhrverbots für Wildarten nicht mehr statt. Die Art zeigt entsprechend auch Domestikationsmerkmale wie beispielsweise Farbmutationen.

## Belege

### Einzelbelege
1. ↑  Nicolai et al., S. 102.
2. ↑  Nicolai et al., S. 103.
3. ↑  Nicolai et al., S. 103.
4. ↑  Nicolai et al., S. 104.
5. ↑  Nicolai et al., S. 105.